# Sint-Jan Berchmanskerk (Borsbeek)
De Sint-Jan Berchmanskerk is een parochiekerk in het westen van het Antwerpse district Borsbeek, gelegen aan De Robianostraat 214.
In 1938 werd te Borsbeek-West een kapelanie opgericht die in 1957 verheven werd tot zelfstandige parochie. Hier werden na de Tweede Wereldoorlog nieuwe woonwijken gebouwd. In 1959 werd een parochiehuis Tyrolerhof in gebruik genomen. De huidige kerk is van 1970-1972 en gebouwd in de stijl van het naoorlogs modernisme. Tyrolerhof veranderde zijn naam in Tirolerhof en werd een buurthuis. De Tyrolerschool aan de August Van Putlei werd gedeeltelijk afgebroken en dit deel vervangen door woningen.